# Serapicos (Valpaços)
Serapicos is een plaats (freguesia) in de Portugese gemeente Valpaços en telt 325 inwoners (2001).